# Coppa dei Campioni 1955-1956
La Coppa dei Campioni 1955-1956 fu la prima edizione del massimo torneo continentale di calcio, e vide la partecipazione di 16 squadre liberamente designate dalle federazioni calcistiche nazionali. Nella finale del Parco dei Principi di Parigi il Real Madrid s'impose sullo Stade Reims 4-3.

## Partecipanti
La competizione nacque da una lunga diatriba giornalistica fra il quotidiano francese L'Équipe e la stampa inglese, sempre pronta a proclamare i propri club come i migliori del mondo. La fondazione della UEFA diede l'occasione ai transalpini di risolvere sul campo la questione mediante la disputa di una nuova manifestazione che fosse la generalizzazione all'antica Coppa dell'Europa Centrale: la Coppa Europa. La neonata confederazione continentale, spalleggiata dalla più influente FIFA, nel suo primo congresso respinse l'idea, ma Gabriel Hanot non si diede per vinto e convocò per il 3 aprile 1955 a Parigi i delegati di 16 fra le migliori squadre europee. Posta di fronte al fatto compiuto e timorosa che il progetto prendesse forma privatamente, la FIFA virò bruscamente di rotta, e impose alla UEFA di farsi carico della nuova coppa, il cui nome fu cambiato in Coppa dei Campioni per non offuscare l'altro progetto sulla carta relativo ad un campionato europeo per nazioni. In ogni caso, per designare le partecipanti a questa edizione inaugurale si tenne comunque conto in prima istanza della lista redatta dall'Equipe, con variazioni solo in caso di rinuncia. L'attivazione della regola dei campioni nazionali fu rinviata al 1956-1957. Per quanto riguarda quest'edizione, gli abbinamenti del primo turno sono stati decisi dagli stessi organizzatori, anziché essere stabiliti tramite sorteggio, come sarebbe successo in seguito in tutte le competizioni per club organizzate dalla UEFA.
| N° | Squadra          | Campionato                                        | Coppa                            | Note |
| -- | ---------------- | ------------------------------------------------- | -------------------------------- | --- |
| 1  | Real Madrid      | 1° Spagna 1954-1955                               | semifinale                       | Campionati vinti fino al 1954-1955: 4 Coppe vinte fino al 1954-1955: 9                                                            |
| 2  | Stade Reims      | 1° Francia 1954-1955                              | ottavi di finale                 | Campionati vinti fino al 1954-1955: 3 Coppe vinte fino al 1954-1955: 1                                                            |
| 3  | Milan            | 1° Italia 1954-1955                               | Non disputata                    | Campionati vinti fino al 1954-1955: 5 Coppe vinte fino al 1954-1955: 0                                                            |
| 4  | Hibernian        | 5° Scozia 1954-1955                               | sconfitta nel quinto turno       | Campionati vinti fino al 1954-1955: 4 Coppe vinte fino al 1954-1955: 2                                                            |
| 5  | Partizan         | 5° Jugoslavia 1954-1955                           | 1° Coppa di Jugoslavia 1954      | Campionati vinti fino al 1954-1955: 2 Coppe vinte fino al 1954-1955: 3                                                            |
| 6  | Vörös Lobogó     | 2° Ungheria 1954                                  |                                  | In sostituzione dei rinunciatari campioni dell'Honvéd Campionati vinti fino al 1954: 17 Coppe vinte fino al 1954: 8               |
| 7  | Djurgården       | 1° Svezia 1954-1955                               | Non disputata                    | Campionati vinti fino al 1954-1955: 5 Coppe vinte fino al 1954-1955: 0                                                            |
| 8  | Rapid Vienna     | 3° Austria 1954-1955                              | -                                | Campionati vinti fino al 1954-1955: 19 Squadra largamente più titolata del paese.                                                 |
| 9  | Saarbrücken      | 1° Saar 1950-1951 3° Oberliga sud-ovest 1954-1955 | Non disputata                    | Campionati vinti fino al 1950-1951: 1 Coppe vinte fino al 1954-1955: 0                                                            |
| 10 | Aarhus           | 1° Danimarca 1954-1955                            | 1° Coppa di Danimarca 1954-1955  | L'invitato Boldklub gli cedette cavallerescamente il posto Campionati vinti fino al 1954-1955: 1 Coppe vinte fino al 1954-1955: 1 |
| 11 | Sporting Lisbona | 3° Portogallo 1954-1955                           | 2° Coppa di Portogallo 1954-1955 | Campionati vinti fino al 1954-1955: 13 Coppe vinte fino al 1954-1955: 5                                                           |
| 12 | Gwardia Varsavia | 4° Polonia 1954                                   | 1° Coppa di Polonia 1954         | Al posto del Chelsea diffidato dalla FA. Campionati vinti fino al 1954: 0 Coppe vinte fino al 1954-1955: 1                        |
| 13 | PSV              | 3° Olanda 1954-1955                               | Non disputata                    | In sostituzione del dissestato Holland Sport Campionati vinti fino al 1954-1955: 3 Coppe vinte fino al 1954-1955: 1               |
| 14 | Rot-Weiss Essen  | 1° Germania Ovest 1954-1955                       |                                  | Campionati vinti fino al 1954-1955: 1 Coppe vinte fino al 1954-1955: 1                                                            |
| 15 | Anderlecht       | 1° Belgio 1954-1955                               |                                  | Campionati vinti fino al 1954-1955: 6 Coppe vinte fino al 1954-1955: 0                                                            |
| 16 | Servette         | 6° Svizzera 1954-1955                             |                                  | Campionati vinti fino al 1954-1955: 6 Coppe vinte fino al 1954-1955: 2                                                            |

## Tabellone
|  | Ottavi di finale | Ottavi di finale | Ottavi di finale | Ottavi di finale |   |              | Quarti di finale | Quarti di finale | Quarti di finale | Quarti di finale |  |             | Semifinali | Semifinali | Semifinali | Semifinali |             |   | Finale | Finale |
|  |                  |                  |                  |                  |   |              |                  |                  |                  |                  |  |             |            |            |            |            |             |   |        |        |
|  | Servette         | 0                | 0                | 0                |   |              |                  |                  |                  |                  |  |             |            |            |            |            |             |   |        |        |
|  | Real Madrid      | 2                | 5                | 7                |   |              |                  |                  |                  |                  |  |             |            |            |            |            |             |   |        |        |
|  | Real Madrid      | 2                | 5                | 7                |   | Real Madrid  | 4                | 0                | 4                |                  |  |             |            |            |            |            |             |   |        |        |
|  |                  |                  |                  |                  |   | Real Madrid  | 4                | 0                | 4                |                  |  |             |            |            |            |            |             |   |        |        |
|  |                  | Partizan         | 0                | 3                | 3 |              |                  |                  |                  |                  |  |             |            |            |            |            |             |   |        |        |
|  | Sporting Lisbona | Partizan         | 0                | 3                | 3 | 3            | 2                | 5                |                  |                  |  |             |            |            |            |            |             |   |        |        |
|  | Sporting Lisbona |                  |                  |                  |   | 3            | 2                | 5                |                  |                  |  |             |            |            |            |            |             |   |        |        |
|  | Partizan         | 3                | 5                | 8                |   |              |                  |                  |                  |                  |  |             |            |            |            |            |             |   |        |        |
|  | Partizan         | 3                | 5                | 8                |   |              |                  |                  |                  |                  |  | Real Madrid | 4          | 1          | 5          |            |             |   |        |        |
|  |                  |                  |                  |                  |   |              |                  |                  |                  |                  |  | Real Madrid | 4          | 1          | 5          |            |             |   |        |        |
|  |                  | Milan            | 2                | 2                | 4 |              |                  |                  |                  |                  |  |             |            |            |            |            |             |   |        |        |
|  | Rapid Vienna     | Milan            | 2                | 2                | 4 | 6            | 0                | 6                |                  |                  |  |             |            |            |            |            |             |   |        |        |
|  | Rapid Vienna     |                  |                  |                  |   | 6            | 0                | 6                |                  |                  |  |             |            |            |            |            |             |   |        |        |
|  | PSV              | 1                | 1                | 2                |   |              |                  |                  |                  |                  |  |             |            |            |            |            |             |   |        |        |
|  | PSV              | 1                | 1                | 2                |   | Rapid Vienna | 1                | 2                | 3                |                  |  |             |            |            |            |            |             |   |        |        |
|  |                  |                  |                  |                  |   | Rapid Vienna | 1                | 2                | 3                |                  |  |             |            |            |            |            |             |   |        |        |
|  |                  | Milan            | 1                | 7                | 8 |              |                  |                  |                  |                  |  |             |            |            |            |            |             |   |        |        |
|  | Milan            | Milan            | 1                | 7                | 8 | 3            | 4                | 7                |                  |                  |  |             |            |            |            |            |             |   |        |        |
|  | Milan            |                  |                  |                  |   | 3            | 4                | 7                |                  |                  |  |             |            |            |            |            |             |   |        |        |
|  | Saarbrücken      | 4                | 1                | 5                |   |              |                  |                  |                  |                  |  |             |            |            |            |            |             |   |        |        |
|  | Saarbrücken      | 4                | 1                | 5                |   |              |                  |                  |                  |                  |  |             |            |            |            |            | Real Madrid | 4 |        |        |
|  |                  |                  |                  |                  |   |              |                  |                  |                  |                  |  |             |            |            |            |            |             | 4 |        |        |
|  |                  | Stade Reims      | 3                |                  |   |              |                  |                  |                  |                  |  |             |            |            |            |            |             |   |        |        |
|  | Aarhus           | Stade Reims      | 3                | 0                | 2 | 2            |                  |                  |                  |                  |  |             |            |            |            |            |             |   |        |        |
|  | Aarhus           |                  |                  | 0                | 2 | 2            |                  |                  |                  |                  |  |             |            |            |            |            |             |   |        |        |
|  | Stade Reims      | 2                | 2                | 4                |   |              |                  |                  |                  |                  |  |             |            |            |            |            |             |   |        |        |
|  | Stade Reims      | 2                | 2                | 4                |   | Stade Reims  | 4                | 4                | 8                |                  |  |             |            |            |            |            |             |   |        |        |
|  |                  |                  |                  |                  |   | Stade Reims  | 4                | 4                | 8                |                  |  |             |            |            |            |            |             |   |        |        |
|  |                  | Vörös Lobogó     | 2                | 4                | 6 |              |                  |                  |                  |                  |  |             |            |            |            |            |             |   |        |        |
|  | Vörös Lobogó     | Vörös Lobogó     | 2                | 4                | 6 | 6            | 4                | 10               |                  |                  |  |             |            |            |            |            |             |   |        |        |
|  | Vörös Lobogó     |                  |                  |                  |   | 6            | 4                | 10               |                  |                  |  |             |            |            |            |            |             |   |        |        |
|  | Anderlecht       | 3                | 1                | 4                |   |              |                  |                  |                  |                  |  |             |            |            |            |            |             |   |        |        |
|  | Anderlecht       | 3                | 1                | 4                |   |              |                  |                  |                  |                  |  | Stade Reims | 2          | 1          | 3          |            |             |   |        |        |
|  |                  |                  |                  |                  |   |              |                  |                  |                  |                  |  | Stade Reims | 2          | 1          | 3          |            |             |   |        |        |
|  |                  | Hibernian        | 0                | 0                | 0 |              |                  |                  |                  |                  |  |             |            |            |            |            |             |   |        |        |
|  | Djurgården       | Hibernian        | 0                | 0                | 0 | 0            | 4                | 4                |                  |                  |  |             |            |            |            |            |             |   |        |        |
|  | Djurgården       |                  |                  |                  |   | 0            | 4                | 4                |                  |                  |  |             |            |            |            |            |             |   |        |        |
|  | Gwardia Varsavia | 0                | 1                | 1                |   |              |                  |                  |                  |                  |  |             |            |            |            |            |             |   |        |        |
|  | Gwardia Varsavia | 0                | 1                | 1                |   | Djurgården   | 1                | 0                | 1                |                  |  |             |            |            |            |            |             |   |        |        |
|  |                  |                  |                  |                  |   | Djurgården   | 1                | 0                | 1                |                  |  |             |            |            |            |            |             |   |        |        |
|  |                  | Hibernian        | 3                | 1                | 4 |              |                  |                  |                  |                  |  |             |            |            |            |            |             |   |        |        |
|  | Rot-Weiss Essen  | Hibernian        | 3                | 1                | 4 | 0            | 1                | 1                |                  |                  |  |             |            |            |            |            |             |   |        |        |
|  | Rot-Weiss Essen  |                  |                  |                  |   | 0            | 1                | 1                |                  |                  |  |             |            |            |            |            |             |   |        |        |
|  | Hibernian        | 4                | 1                | 5                |   |              |                  |                  |                  |                  |  |             |            |            |            |            |             |   |        |        |

## Ottavi di finale
| Squadra 1        | Totale | Squadra 2        | Andata | Ritorno |
| ---------------- | ------ | ---------------- | ------ | ------- |
| Sporting Lisbona | 5 - 8  | Partizan         | 3 - 3  | 2 - 5   |
| Vörös Lobogó     | 10 - 4 | Anderlecht       | 6 - 3  | 4 - 1   |
| Servette         | 0 - 7  | Real Madrid      | 0 - 2  | 0 - 5   |
| Rot-Weiss Essen  | 1 - 5  | Hibernian        | 0 - 4  | 1 - 1   |
| Djurgården       | 4 - 1  | Gwardia Varsavia | 0 - 0  | 4 - 1   |
| Aarhus           | 2 - 4  | Stade Reims      | 0 - 2  | 2 - 2   |
| Rapid Vienna     | 6 - 2  | PSV              | 6 - 1  | 0 - 1   |
| Milan            | 7 - 5  | Saarbrücken      | 3 - 4  | 4 - 1   |

## Quarti di finale
| Squadra 1    | Totale | Squadra 2    | Andata | Ritorno |
| ------------ | ------ | ------------ | ------ | ------- |
| Djurgården   | 1 - 4  | Hibernian    | 1 - 3  | 0 - 1   |
| Stade Reims  | 8 - 6  | Vörös Lobogó | 4 - 2  | 4 - 4   |
| Real Madrid  | 4 - 3  | Partizan     | 4 - 0  | 0 - 3   |
| Rapid Vienna | 3 - 8  | Milan        | 1 - 1  | 2 - 7   |

## Semifinali
| Squadra 1   | Totale | Squadra 2 | Andata | Ritorno |
| ----------- | ------ | --------- | ------ | ------- |
| Real Madrid | 5 - 4  | Milan     | 4 - 2  | 1 - 2   |
| Stade Reims | 3 - 0  | Hibernian | 2 - 0  | 1 - 0   |

## Finale
| Arbitro: | Ellis |

|                                            |           |                                    |
| Di Stéfano 14’ Rial 30’, 79’ Marquitos 67’ | Marcatori | 6’ Leblond 10’ Templin 62’ Hidalgo |

| Real Madrid | Stade de Reims |

| Real Madrid              |    |                         |  |
|                          |    |                         |  |
| P                        | 1  | Juan Alonso Adelarpe    |  |
| D                        | 2  | Ángel Atienza           |  |
| D                        | 3  | Marquitos               |  |
| D                        | 4  | Rafael Lesmes           |  |
| D                        | 5  | Miguel Muñoz (c)        |  |
| C                        | 6  | José María Zárraga      |  |
| C                        | 7  | José Iglesias Fernández |  |
| C                        | 8  | Ramón Marsal            |  |
| A                        | 9  | Alfredo Di Stéfano      |  |
| C                        | 10 | Héctor Rial             |  |
| A                        | 11 | Francisco Gento         |  |
| Allenatore:              |    |                         |  |
| José Villalonga Llorente |    |                         |  |

| Stade Reims    |    |                    |
|                |    |                    |
| P              | 1  | René Jacquet       |
| D              | 2  | Simon Zimny        |
| D              | 3  | Robert Jonquet (c) |
| D              | 4  | Raoul Giraudo      |
| D              | 5  | Michel Leblond     |
| C              | 6  | Robert Siatka      |
| C              | 7  | Michel Hidalgo     |
| C              | 8  | Léon Glowacki      |
| A              | 9  | Raymond Kopa       |
| A              | 10 | René Bliard        |
| A              | 11 | Jean Templin       |
| Allenatore:    |    |                    |
| Albert Batteux |    |                    |

## Classifica marcatori
| Gol |  |  | Giocatore               | Squadra      |
| --- |  |  | ----------------------- | ------------ |
| 8   |  |  | Miloš Milutinović       | Partizan     |
| 7   |  |  | Alfredo Di Stéfano      | Real Madrid  |
| 6   |  |  | Léon Glovacki           | Stade Reims  |
| 6   |  |  | Péter Palotás           | Vörös Lobogó |
| 5   |  |  | Héctor Rial             | Real Madrid  |
| 5   |  |  | René Bliard             | Stade Reims  |
| 4   |  |  | Michel Leblond          | Stade Reims  |
| 4   |  |  | Gunnar Nordahl          | Milan        |
| 4   |  |  | Mihály Lantos           | Vörös Lobogó |
| 3   |  |  | Alfred Körner           | Rapid Vienna |
| 3   |  |  | Hippolyte Van den Bosch | Anderlecht   |
| 3   |  |  | John Eriksson           | Djurgården   |
| 3   |  |  | Eddie Turnbull          | Hibernian    |
| 3   |  |  | Juan Alberto Schiaffino | Milan        |
| 3   |  |  | Giorgio Dal Monte       | Milan        |
| 3   |  |  | Joseíto                 | Real Madrid  |